# Jacques Mazoyer (tir sportif)
Pour les articles homonymes, voir Jacques Mazoyer.
Jacques Mazoyer (né le 12 mai 1910 à Madagascar – mort le 11 octobre 2003) est un tireur sportif français. Champion du monde de tir en 1937, il a participé aux Jeux olympiques d'été de 1936, 1948, 1952 et 1956.
Il est membre du bataillon Baud lors de la Seconde Guerre mondiale.